# Западная провинция (Руанда)
Западная провинция (руанда Intara y'Iburengerazuba, англ. Western Province, фр. Province de l'Ouest, суахили Mkoa wa Magharibi) — одна из пяти провинций Руанды.

## История
Была создана в начале января 2006 как часть правительственной программы децентрализации, которая реорганизовала структуры местных органов власти страны. Административный центр — Каронги.
Западная провинция включает прежние регионы Чьянгугу, Гисеньи, Кибуе и небольшую часть Рухенгери.

## Административное деление
Районы Западной провинции:
- Каронги (Karongi)
- Нгорореро (Ngororero)
- Ньябиху (Nyabihu)
- Ньямашеке (Nyamasheke)
- Рубаву (Rubavu)
- Русизи (Rusizi)
- Рутсиро (Rutsiro)